# マルチチャネルアクセス無線
マルチチャネルアクセス無線（マルチチャネルアクセスむせん、英語: multi-channel access radio system）は、複数の無線局が複数の無線チャネルを共同使用することで、電波帯域を有効利用する技術である。なお、チャネル制御が指令局の指令で行われるものと、各無線局が自立的に行うものとがある。

## 主な特徴
- 交信の時間の差を利用して多くの無線局を収容できる。
- 指令局方式の場合、一斉同報通信が可能である。
- 自立制御の場合、段階的なサービスエリアの拡大が可能である。

## 主な用途
- 移動体通信
- 第三者無線
- コードレス電話
- 携帯電話
- PHS
- IP電話
- パーソナル無線
- 特定小電力無線（一部）